# Festival du cinéma grec 1975
Le Festival du cinéma grec de 1975 fut la 16e édition du Festival international du film de Thessalonique. Elle se tint du 22 au 28 septembre 1975.

## Palmarès
- Le Voyage des comédiens : meilleur film, meilleur réalisateur, meilleur scénario, meilleur acteur, meilleure actrice, meilleure photographie, prix du public
- La Lutte : second meilleur film et prix du public
- Bio-graphia : troisième meilleur film et prix du public
- Euridyce B.A 2037 : meilleur premier film, meilleur décor
- Aldébaran : prix spécial pour la réalisation
- Le Magne : prix spécial pour la réalisation
- Karaghiosis: prix spécial pour la réalisation :
- Polemonta : prix du public
- Prométhée à la deuxième personne : meilleure musique